# Челекса
Челекса — река в Вытегорском районе Вологодской области России, правый приток Ошты.
Берёт исток в безлюдной болотистой местности на территории Оштинского сельского поселения, течёт на восток, потом на север. Перед впадением в Ошту протекает село Ошта и пересекает автодорогу Р37. Устье реки находится в 6,9 км по правому берегу реки Ошта. Длина реки составляет 28 км, площадь водосборного бассейна — 79,4 км². Крупнейший приток — Елачручей.

## Данные водного реестра
По данным государственного водного реестра России относится к Балтийскому бассейновому округу, водохозяйственный участок реки — Бассейн Онежского озера без рр. Шуя, Суна, Водла и Вытегра, речной подбассейн реки — Свирь (включая реки бассейна Онежского озера). Относится к речному бассейну реки Нева (включая бассейны рек Онежского и Ладожского озера).
Код объекта в государственном водном реестре — 01040100612102000017987.